# Jaubertisoma
Jaubertisoma is een geslacht van uitgestorven zee-egels uit de familie Diplopodiidae.

## Soorten
- Jaubertisoma jauberti (Cotteau, 1863) †